# 觀城縣
觀城縣，中国旧县名。在今山東省、河南省交界之处。菏澤縣西北一百七十五里。
古觀國；春秋屬衛國；漢代置畔觀縣；東漢改衛縣；北魏改衛國；隋代復改觀城，屬兗州武陽郡；唐代屬河北道澶州；宋代屬河北東路開德府；金代屬大名府路開州；元代屬中書省濮州；明代屬山東省東昌府濮州；清代屬山東省曹州府；民國三年（1914年）六月，劃屬山東東臨道，國民政府成立，廢道，直屬山東省政府。
1953年與朝城縣合併為觀朝縣。農產除六穀外，以棉花為最富，手工業以草帽為著名。。